# Episodi di Fairy Tail (sesta stagione)
La sesta stagione di Fairy Tail, serie televisiva anime prodotta da A-1 Pictures, Satelight e TV Tokyo, diretta da Shinji Ishihira e tratta dall'omonimo manga di Hiro Mashima, raggruppa gli episodi dal 151 al 175, corrispondenti ai capitoli dal 258 al 297 del manga. Essi mostrano la comparsa della gilda Crime Sorciere, l'allenamento dei membri di Fairy Tail e la loro partecipazione ai Grandi Giochi di Magia contro le altre maggior gilde, con l'intento di vincere e recuperare l'orgoglio perduto durante i sette anni in cui sono mancati i membri più forti e famosi della gilda.
I 25 episodi sono stati trasmessi in Giappone su TV Tokyo dal 6 ottobre 2012 al 30 marzo 2013 a cadenza settimanale ogni sabato. L'edizione doppiata in italiano della stagione è uscita su Prime Video il 30 novembre 2023.
Sono presenti due sigle di apertura, Break Through di GOING UNDER GROUND (episodi 151-166) e FAIRY TAIL -Yakusoku no hi- di Chihiro Yonekura (episodi 167-175), e due sigle di chiusura, Kimi ga kureta mono di Shizuka Kudo (episodi 151-166) e We're the Stars di Aimi Terakawa (episodi 167-175).

## Lista episodi
| Nº  | Titolo italiano Giapponese 「Kanji」 - Rōmaji | In onda          | In onda          |
| Nº  | Titolo italiano Giapponese 「Kanji」 - Rōmaji | Giapponese       | Italiano         |
| 151 | Sabertooth 「剣咬の虎」 - Seibā Tūsu | 6 ottobre 2012   | 30 novembre 2023 |
| 151 | Lahar dopo aver arrestato gli Oracion Sèis scopre che lo loro vittime sono tornate normali, ma hanno perso i poteri. Legion si scusa con Fairy Tail per tutto quello che gli hanno causato, Makarov accetta le scuse e li invita a festeggiare insieme scherzando e ridendo dimenticandosi di tutto quello che era successo. Verso sera, prima di andare, Byro informa tutti i membri di Fairy Tail che forse non si incontreranno più perché l'arcivescovo ha assegnato loro la missione di trovare i pezzi dell'orologio infinito e sigillarli nel miglior modo possibile, Fairy Tail gli augura un buon viaggio e spera di incontrarli ancora, verrà rivelato che la vera Michelle (che non verrà mai vista in volto) si è ripresa e agli Oracion Sèis serviva il suo nome e la sua fortuna. Il giorno dopo, Makarov porta Gildarts alla vecchia sede della gilda per mostragli il più importante segreto di Fairy Tail, l'uomo è sconvolto e il vecchio master rivela che sarà il suo successore. Intanto, Natsu e gli altri scoprono che ora la gilda più forte è Sabertooth, quest'ultima supera di potenza anche Lamia Scale e Blue Pegasus. In un luogo sconosciuto, due maghi discutono sul ritorno di Natsu e tutti gli altri, dopo aver sconfitto centinaia di nemici i due sono di membri di Saberthooth: Sting Eucliffe il Dragon Slayer della luce e Rogue Cheney il Dragon Slayer dell'ombra accompagnati dai loro Exceed Lector e Frosch |                  |                  |
| 152 | Noi, aspiriamo al massimo 「そしてオレたちは頂上を目指す」 - Soshite Ore-tachi wa Chōjō o Mezasu | 13 ottobre 2012  | 30 novembre 2023 |
| 152 | Natsu mentre pulisce il cortile della gilda viene sfidato da Max, quest'ultimo dimostra di essere diventato molto più forte durante i sette anni riuscendo a mettere in difficoltà Natsu ma quest'ultimo lo batte usando la modalità Drago di Fuoco e Fulmini. Natsu, Gray, Lucy, Wendy, Happy e Charle decidono di andare da Porlyusica per farsi dare una pozione per farli diventare forti, avendo capito che in sette anni non essendosi allenati sono molto deboli, ma quest'ultima li caccia senza dargli nulla. Wendy dopo averla incontrata dice che la voce e il profumo sono gli stessi di Grandine, Porlyusica li raggiunge per scusarsi e rivela di provenire da Edolas e di essere la controparte umana del drago Grandine. Prima di andarsene, dice a Wendy che ha incontrato Grandine e il drago ha chiesto alla sua controparte di consegnare a Wendy se l'avesse incontrata un libro su magie molto potenti della Magia del Dragon Slayer del Cielo. Intanto, Makarov rivela a tutti il nuovo master, Gildarts ma quest'ultimo parte lasciando un biglietto a Makarov dicendo che non è portato per essere il master ma essendo stato nominato decide di dare due ordini: far rientrare Luxus a Fairy Tail e nominare Makarov sesto master di Fairy Tail e inoltre augura alla gilda di diventare di nuovo la numero uno del regno. Natsu, Gray, Lucy, Wendy, Charle e Happy tornano e vengono a sapere che durante i sette anni è stato creato un festival chiamato i Grandi Giochi di Magia dove le gilde del regno si affrontano per decidere chi è la gilda più forte dell'intero regno. Tutti coloro che erano sull'Isola Tenrou vogliono partecipare ma tutti gli altri non vogliono perché ogni volta sono arrivati ultimi e non vogliono farsi umiliare. Romeo informa Makarov che ai vincitori regalano 30.000.000 di Jewel, appena sente la cifra decide che Fairy Tail parteciperà ai Grandi Giochi di Magia. |                  |                  |
| 153 | La canzone delle stelle 「星々の歌」 - Hoshiboshi no Uta | 20 ottobre 2012  | 30 novembre 2023 |
| 153 | I Grandi Giochi di Magia inizieranno fra tre mesi e tutti i membri di Fairy Tail hanno cominciato ad allenarsi: Cana, Mira, Lisanna e Elfman si sono recati in montagna; Luxus, Fried, Bixlow e Evergreen in un paese, Gajeel e Lily in un luogo sconosciuto. Natsu Gray, Lucy, Elsa, Wendy, Juvia, Levy, Jet e Droy si sono recati in una località turistica. Il secondo giorno di allenamento, Virgo si reca da Lucy dicendole che il Mondo degli Spiriti Stellari sta per essere distrutto, Natsu e tutti gli altri decidono di aiutarla e vengono portati nel mondo di Virgo, tranne Jet e Droy. Giunti nel Mondo degli Spiriti Stellari, il Re rivela che era uno scherzo e dice che per festeggiare il ritorno di Lucy e tutti gli altri ha deciso di invitarli nel suo mondo per una volta sola. Tutti gli spiriti stellari di Lucy festeggiano insieme a Natsu, Lucy, Gray, Elsa, Wendy, Levy, Juvia, Happy e Charle. Lucy vedendo tutto ciò ripensa a suo padre e a Michelle e ringrazia tutti dicendogli che gli vuole bene. Finita la festa Virgo li riporta a casa ma rivela che si è dimenticata di dire che un giorno nel suo mondo equivale a tre mesi su Earthland. Ritornati sulla terra sono trascorsi tre mesi e mancano solamente cinque giorni prima che inizino i Grandi Giochi di Magia. |                  |                  |
| 154 | Solo per il tempo che vi siete incrociati 「すれ違った時間の分だけ」 - Surechigatta Jikan no Bun Dake | 27 ottobre 2012  | 30 novembre 2023 |
| 154 | Ritornati dal Mondo degli Spiriti Stellari, Natsu e gli altri ricevono un biglietto da un piccione il quale gli dice che devono dirigersi in un punto non molto distante da loro, ci vanno e trovano Gerard, Ultear e Meredy (diventata una splendida ragazza). Il gruppo rimane sconvolto e scopre che i tre hanno creato una gilda indipendente chiamata Crime Sorcière con lo scopo di distruggere tutte le gilde oscure e Zeref per far sì che nessuno mago cada nelle tenebre come avevano fatto loro in passato. Gerard rivela che ha riacquistato la memoria sei anni prima e ricorda tutto. I tre rivelano che li hanno convocati per chiedergli un aiuto, rivelando che ogni anno durante i Giochi avvertono un'aura magica simile a quella di Zeref e gli chiedono se possono indagare. Ultear con la sua magia decide di aiutarli facendoli diventare più forti, rivelando che anche se hanno dormito per sette anni il loro corpo ha assorbito lo stesso molta magia che libera subito dopo. Verso sera, Elsa e Gerard discutono da soli sul passato, Gerard dice che se lei lo vuole uccidere lui lo accetterà. Elsa colpisce Gerard e i due accidentalmente scivolano e Gerard finisce sopra Elsa e quest'ultima si mette a piangere dicendo che le è mancato. I due sono sul punto di baciarsi ma egli si ferma dicendo che ha una fidanzata. Poco dopo raggiunge Ultear e Meredy e saluta Elsa, le due però hanno ascoltato la conversazione e gli chiedono perché abbia mentito e lui dice che è meglio così, ma non sa che Elsa l'ha capito. |                  |                  |
| 155 | Crocus, la capitale del regno 「花咲く都・クロッカス」 - Hanasaku Miyako Kurokkasu | 3 novembre 2012  | 30 novembre 2023 |
| 155 | Natsu e gli altri tornano alla gilda e vedono che sono ritornati gli altri. Makarov annuncia i cinque partecipanti ai Grandi Giochi di Magia: Natsu, Gray, Elsa, Lucy e Wendy. Giorni dopo, il 2 di luglio, i maghi si recano alla capitale del regno di Fiore, Crocus, l'intera gilda arriva alla città per osservare i loro compagni e Makarov spiega le regole dei Giochi: non possono partecipare i master delle gilde, devono partecipare coloro che posseggono il simbolo della gilda e che in quel giorno devono recarsi entro mezzanotte nei loro alberghi. Natsu insieme a Lucy e Happy visitano la città; Gray fa lo stesso e scopre che lo ha seguito Juvia e subito dopo arriva Leon che fa una scommessa con l'amico, Juvia si unirà alla gilda del vincitore tra Lamia Scale e Fairy Tail; Wendy visita la città con Charle; Elsa si reca all'albergo. In città, Natsu incontra Sting e Rogue e scopre che entrambi sono Dragon Slayer di Terza Generazione, ovvero hanno ricevuto insegnamento da un drago e si sono impiantati una Lachrima di drago nel corpo e lo insultano definendosi Dragon Slayer perfetti e che hanno ucciso i loro draghi. Vicino alla mezzanotte, Natsu, Gray e Lucy ritornano all'albergo insieme a Lisanna e Elfman. Scoccata la mezzanotte, in cielo compare uno strano individuo che afferma che dalla mezzanotte in poi iniziano le eliminatorie. Una strana costruzione appare in cielo e una voce dice ai maghi che devono entrare in quel labirinto e soltanto otto gilde potranno partecipare ai Giochi. |                  |                  |
| 156 | L'inizio dei grandi giochi 「空中迷宮（スカイラビリンス」 - Sukai Rabirinsu | 10 novembre 2012 | 30 novembre 2023 |
| 156 | Le eliminatorie si svolgeranno sul labirinto tridimensionale Sky Labyrinth, a causa dell'assenza di Wendy, Elfman decide di sostituirla. Natsu, Gray, Lucy, Elsa e Elfman entrano nel labirinto e cercano in tutti i modi di arrivare al traguardo, ovvero, l'arena dove si svolgeranno i giochi e intanto Lisanna e Happy cercano Wendy e Charle avvertendo tutti gli altri. Nel labirinto, i ragazzi incontrano anche la gilda Twilight Ogre che riescono a sconfiggere facilmente e a rubargli la mappa del labirinto. Mentre parte di Fairy Tail continua le ricerche fuori, Natsy e co entrando nel centro del labirinto finché alla fine raggiungono la meta e scoprono che sono stati gli ultimi ad arrivare. Finite le eliminatorie, Lisanna e Happy trovano Wendy e Charle nel giardino del palazzo della capitale. |                  |                  |
| 157 | Raven Tail 「新規ギルド」 - Shinki Girudo | 17 novembre 2012 | 30 novembre 2023 |
| 157 | Il giorno dopo, Natsu, Lucy, Gray, Elsa e Elfman vanno a trovare Wendy e Charle, quest'ultima dice che l'unica cosa che si ricorda è di una strana creatura nera. A prendersi cura delle due c'è Polyushika e dice che se starà a riposo forse potrà partecipare ai Giochi. Natsu e co si recano nell'arena Domus Flae insieme alle altre sette gilde che hanno superato le eliminatorie. All'ottavo posto è arrivata Fairy Tail; al settimo la gilda Quattro Cerberos; al sesto la gilda Mermaid Heel interamente composta da ragazze; al quinto la gilda Blue Pegasus; al quarto posto la gilda Lamia Scale; al terzo la gilda Raven Tail che durante i sette anni è diventata una gilda legale e si scopre che sono stati loro ad aggredire Wendy e Charle; al secondo posto giunge una seconda squadra di Fairy Tail composta da Gajeel, Mira, Luxus, Juvia e Gerard travestito da Mistgun. Gerard rivela a Elsa che ha chiesto a Makarov di far parte della seconda squadra. Infine, la prima gilda che ha superato le eliminatorie è la gilda Sabertooth. Sulle tribune l'intera Fairy Tail fa il tifo per i loro compagni e scoprono che a vedere i giochi c'è lo spirito di Mavis Vermillion, la ragazzina rivela che solo i maghi di Fairy Tail possono vederla, quindi di non preoccuparsi. Una volta che tutte le squadre sono giunte nell'arena, Chapati, il telecronista dei giochi spiega le regole. I Giochi dureranno cinque giorni e in ogni giorno ci sarà una gara che sarà annunciata al momento e un combattimento, durante le battaglie il vincitore farà guadagnare dieci punti alla sua gilda, zero punti in caso di sconfitta e cinque punti a entrambe le gilde in caso di pareggio. Alla fine del quinto giorno, la gilda che avrà il punteggio più alto sarà la vincitrice e nominata la gilda più forte del Regno di Fiore. Finite le spiegazioni, la prima gara che inizia si chiama "Nascondino" e i partecipanti sono: Yeager di Quattro Cerberos, Beth di Marmeid Heel, Nullpudding di Raven Tail, Rufus di Sabertooth, Leon di Lamia Scale, Eve di Blue Pegasus, Gray di Fairy Tail A e Juvia di Fairy Tail B. |                  |                  |
| 158 | Una sconfitta amara 「星降ル夜ニ」 - Hoshi Furu Yoru ni | 24 novembre 2012 | 30 novembre 2023 |
| 158 | I partecipanti del primo gioco si preparano a iniziare e di colpo all'interno dell'arena compare un'enorme città con delle copie dei partecipanti. Chapati spiega che il gioco dura trenta minuti e che ogni partecipante se riesce a colpire uno degli avversari guadagna un punto mentre quello che viene colpito ne perde uno, inoltre se vengono colpite le copie si perde un altro punto. Una volta iniziato il gioco, Gray viene trovato da Nullpuddin, in seguito riesce a schivare un colpo di Beth, però quest'ultima viene colpita da Yeager che senza che si renda conto viene colpito da Leon che a sua volta viene colpito da Juvia. Ella rivela che per ordine del master, il team che vincerà potrà fare del team avversario quello che vorrà per un intero giorno, motivo per cui ha creato una seconda squadra. Eve con la sua magia guadagna tre punti contemporaneamente ma Rufus con la magia Memory Make individua tutti i partecipanti e riesce a colpirli. Finito il gioco, il vincitore è Rufus e Gray è arrivato ultimo. Finito il gioco inizia la prima battaglia tra Lucy di Fairy Tail A e Flare Corona di Raven Tail. |                  |                  |
| 159 | Lucy contro la maga di Raven Tail 「ルーシィvs.フレア」 - Rūshi vs. Furea | 1º dicembre 2012 | 30 novembre 2023 |
| 159 | Lo scontro tra Lucy e Flare dura trenta minuti. Lo scontro viene osservato dal capo dell'esercito di Fiore, Arcadios. Le due maghe cominciano a combattere e Lucy dimostra di poter evocare due spiriti stellari allo stesso tempo grazie all'allenamento, Flare dimostra di saper utilizzare una magia in grado di manipolare i propri capelli come arma. Lucy e Flare sono alla pari ma ad un certo punto Flare con i suoi capelli fa avvicinare una ciocca ad Asuka e dice a Lucy di non fare niente se vuole che la bambina viva. Lucy viene colpita senza poter fare nulla, neanche arrendersi a causa della bocca coperta, Flare per umiliarla sta per marchiarla col simbolo dei Raven sopra a quello di Fairy Tail, ma Natsu trova la ciocca e la distrugge. Lucy evoca Gemini ed è sul punto di sconfiggere Flare ma Obra, membro dei Raven annulla la magia di Lucy facendola perdere e facendo guadagnare la vittoria a Flare. |                  |                  |
| 160 | Un presagio misterioso 「凶瑞」 - Kyōzui | 8 dicembre 2012  | 30 novembre 2023 |
| 160 | Il secondo incontro è tra Ren di Blue Pegasus e Arana Web di Marmeid Heel, Dopo pochi minuti, lo scontro viene vinto da Ren. Il secondo incontro è tra Orga Nanagear di Sabertooth e Warcry di Quattro Cerberos, lo scontro finisce dopo pochi secondi con la vittoria di Orga con un solo colpo dei suoi fulmini attirando l'attenzione di Luxus rivelandosi un God Slayer. L'ultimo incontro è tra Gerard di Fairy Tail B e Jura di Lamia Scale, lo scontro si fa molto avvincente e Jura riconosce Gerard. Quest'ultimo pur di battere Jura decide di usare una delle sue magie più potenti ma Ultear che con Meredy osserva fuori città grazie a una sfera, per non farlo scoprire con la magia di collegamento gli fa perdere lo scontro. Alla fine dell'incontro, Charle si sveglia preoccupata perché con la sua magia di preveggenza ha visto che durante i Giochi accadrà qualcosa di terribile. |                  |                  |
| 161 | La nuova sfida 「チャリオット」 - Chariotto | 15 dicembre 2012 | 30 novembre 2023 |
| 161 | Verso sera, Fairy Tail decide di non demoralizzarsi per le sconfitte subite e festeggia, durante la festa arriva un uomo che sfida Cana ad una bevuta di alcolici riuscendo a batterla. L'uomo si chiama Bacchus, detto il Falco Ubriaco, Elsa rivela che è il mago di classe S più potente di Quattro Cerberos e che in passato si è scontrato spesso contro di lei. Bacchus rivela che dopo la sconfitta di Warcry ha deciso di sostituire quest'ultimo nella squadra. Il giorno dopo, il nuovo gioco si chiama "Chariot", ovvero, un percorso trainato da un carro, i partecipanti devono correre sul percorso senza uscire e raggiungere l'arena. I partecipanti sono: Kurohebi di Raven Tail, Ichiya di Blue Pegasus, Yuka di Lamia Scale, Risley di Mermaid Heel, Bacchus di Quattro Cerberos, Sting di Sabertooth, Gajeel di Fairy Tail B e Natsu di Fairy Tail A. La gara inizia e gli ultimi sono Natsu, Gajeel e Sting, tutti e tre hanno la nausea a causa dei trasporti, Sting rivela che tutti i Dragon Slayer soffrono nel salire su un mezzo di trasporto, come confermano anche Rogue e Luxus. Intanto, gli altri partecipanti continuano a correre ma ad un certo punto Bacchus con un colpo distrugge una parte del percorso superando tutti e vincendo la gara. Il secondo è Kurohebi, il terzo è Risley, il quarto è Yuka, il quinto e Ichiya. Natsu, Gajeel e Sting continuano la gara soffrendo e ad un certo punto quest'ultimo chiede a Natsu e Gajeel perché hanno partecipato. Natsu risponde che per sette anni i loro amici li hanno aspettati e subito ogni presa in giro durante la loro assenza, ma ora che sono tornati, essi non si arrenderanno, poiché vogliono vincere per ripagare le loro prese in giro e ripristinare a tutti i costi l'orgoglio perduto di Fairy Tail. Natsu arriva sesto e Gajeel settimo. Sting decide di ritirarsi dalla gara. Finito il gioco iniziano le battaglie, il primo scontro è tra Kurohebi di Raven Tail e Tobi di Lamia Scale. Durante lo scontro, i due fanno una scommessa, ovvero, che se avrebbe vinto Tobi, Kurohebi avrebbe rivelato il suo vero nome in caso contrario, se fosse stato Tobi a perdere quest'ultimo avrebbe mostrato e rivelato un suo segreto nascosto. Lucy che assiste allo scontro vede Flare piena di lividi e viene a sapere dalla prima master che è stata picchiata da Alexei, il capo della squadra di Raven Tail, perché ha rischiato di perdere se non fosse intervenuto Obra durante il loro scontro. |                  |                  |
| 162 | Una battaglia tra veri uomini 「エルフマン vs. バッカス」 - Erufuman vs. Bakkasu | 22 dicembre 2012 | 30 novembre 2023 |
| 162 | Tobi viene sconfitto da Kurohebi e di conseguenza Tobi rivela il suo segreto, ovvero, non riesce a trovare un suo calzino anche se lo porta attorno al collo come una collana. Kurohebi gli mostra il calzino e glielo strappa. Il prossimo incontro è tra Bacchus e Elfman. Bacchus prima di iniziare a combattere propone una scommessa con Elfman, ovvero, che se vince uscirà con Mira e Lisanna, invece se Elfman vince, per tutta la durata dei giochi la squadra Quattro Cerberos parteciperà con il nome di Quattro Puppy. Intanto, Natsu si rende contro che Wendy, Charle e Porlyusica sono state rapite, ma riesce a salvarle e i rapitori rivelano che sono stati ingaggiati dalla Raven Tail. Lo scontro tra Bacchus e Elfman è iniziato e quest'ultimo nonostante il suo continuo trasformarsi non riesce a colpirlo. Il membro di Quattro Cerberos utilizza la Hand Magic e con la sua arte marziale lo rendono un avversario temibile, inoltre Elsa rivela che se Bacchus è ubriaco diventa talmente forte che è quasi impossibile sconfiggerlo. Bacchus decide di bere ma Elfman grazie ad una strategia si trasforma in un Lizardman, così facendo la sua pelle diventa piena di aculei. Bacchus decide di continuare a combattere e Elfman resiste e alla fine Bacchus stremato perde l'incontro facendo guadagnare la prima vittoria a Fairy Tail. |                  |                  |
| 163 | Lotta avvincente tra modelle 「ミラジェーン vs. ジェニー」 - Mirajēn vs. Jenī | 5 gennaio 2013   | 30 novembre 2023 |
| 163 | Il prossimo incontro è tra Jenny Realight di Blue Pegasus e Mira di Fairy Tail B. Le due non iniziano a combattere ma iniziano una sfilata di costumi visto che in passato entrambi sono state modelle, la sfilata continua facendo salire l'entusiasmo degli uomini, ma ad un certo punto anche tutte le altre ragazze delle gilde decidono di partecipare finché Ooba Babasama, master di Lamia Scale sfila facendo perdere l'entusiasmo. Finita la sfilata, Jenny propone di fare anche loro una scommessa, ovvero, chi perderà poserà nuda sulla rivista dove sfilavano in passato, Mira accetta la scommessa e la sconfigge con un solo colpo. Intanto, nel palazzo reale, Arcadios viene fermato dal Ministro della Difesa Darton che dice al generale che è contrario a prelevare un mago per il loro scopo. Arcadios rivela che il progetto Eclipse è già pronto e che l'unica cosa che manca è una maga degli spiriti stellari. Intanto, le concorrenti per il prossimo incontro si recano nell'arena, ovvero, Yukino Aguria di Sabertooth e Kagura di Mermaid Heel. Yukino decide di proporre anche lei una scommessa, ovvero, chi vince ucciderà la perdente. |                  |                  |
| 164 | Due maghe tenaci 「カグラvs.ユキノ」 - Kagura vs. Yukino | 12 gennaio 2013  | 30 novembre 2023 |
| 164 | Kagura accetta la scommessa e le due iniziano a combattere. Yukino mostra di essere una maga degli spiriti stellari evocando due spiriti stellari dello zodiaco: Pisces e Libra, che Kagura sconfigge. Yukino decide di evocare il tredicesimo spirito stellare delle chiavi d'oro, Lucy spiega che le chiavi dello zodiaco sono dodici ma secondo molte testimonianze esiste una tredicesima nera. Yukino evoca Ophiucius, un serpente enorme. Kagura con estrema facilità lo sconfigge vincendo il duello senza aver estratto la sua spada, ma risparmia l'avversaria. Finito il secondo giorno, al primo posto si trova Raven Tail. Verso sera, Elsa incontra Gerard perché quest'ultimo deve dirgli che nei due giorni non ha sentito la magia che sente ogni anno. Finito di parlare, Elsa mentre si reca all'hotel incontra Miriana che rivela di essere diventata un membro della gilda Marmeid Heel (unica delle cinque che finora era sempre incappucciata). In quel momento, all'hotel dove risiede la Sabertooth, il master Jiemma si lamenta della penosa giornata che ha avuto la gilda, Sting viene graziato, mentre punisce Yukino dicendole di svestirsi. |                  |                  |
| 165 | Rabbia impavida, in una notte crepuscolare 「怨みは夜の帳に包まれて」 - Urami wa Yoru no Tobari ni Tsutsumarete | 19 gennaio 2013  | 30 novembre 2023 |
| 165 | Yukino decide di spogliarsi come gli ha ordinato Jiemma, quest'ultimo successivamente le ordina di cancellare il simbolo della gilda e di andarsene. La ragazza successivamente si reca da Lucy perché ha intenzione di regalarle le chiavi degli spiriti stellari Pisces e Libra. Lucy rifiuta l'offerta perché non sarebbe giusto nei confronti dei suoi amici spiriti. Yukino accetta la decisione di Lucy e rivela che il suo posto nella squadra Sabertooth è stato rimpiazzato da Minerva che insieme a Sting, Rogue, Orga e Rufus forma i cinque maghi più forti della gilda. Intanto, Elsa continua a parlare con Miriana e quest'ultima rivela che Kagura durante l'incontro non si è impegnata al massimo e inoltre la spada che porta la sguainerà soltanto per uccidere Gerard, per questo motivo Miriana si è unita alla sua gilda. Yukino prima di lasciare la città viene fermata da Natsu perché quest'ultimo voleva scusarsi per il suo comportamento scontroso, Yukino commossa dalla gentilezza di Natsu scoppia in lacrime e rivela al Dragon Slayer che è stata cacciata e derisa. Natsu furioso irrompe nell'albergo dove risiede Sabertooth per combattere contro Jiemma. |                  |                  |
| 166 | Una sfida ardente per Titania 「伏魔殿（パンデモニウム」 - Pandemoniumu | 26 gennaio 2013  | 30 novembre 2023 |
| 166 | Natsu sfida Jiemma ma quest'ultimo non è intenzionato a combattere contro il ragazzo così decide di farlo scontrare con Dobengal, un membro della gilda che però Natsu riesce a sconfiggere molto facilmente. Vista la potenza di Natsu, Jiemma decide di combattere contro di lui e il Dragon Slayer si dimostra molto potente mettendo in difficoltà il master, ma ad un certo punto l'incontro viene fermato da Minerva, che si rivela la figlia del master e mostra a Natsu che ha catturato Happy e lo invita ad andarsene. Natsu prende Happy e se ne va disgustato dai loro modi, tornato dagli altri racconta l'accaduto. Il giorno dopo, inizia il terzo giorno dei Grandi Giochi di Magia e il gioco del giorno si chiama "Pandemonium". I concorrenti sono: Elsa di Fairy Tail A; Miriana di Mermaid Heel; Cana di Fairy Tail B, che ha sostituito Gerard nella squadra; Jura di Lamia Scale; Novally di Quattro Cerberos; Orga di Sabertooth e Hibiki di Blue Pegasus. Nell'arena compare un enorme tempio, il giudice dice che all'interno del tempio ci sono 100 mostri creati dai organizzatori del torneo. Il giudice spiega le regole: nel tempio ci sono quattro categorie di mostri, i mostri di categoria A, B, C, D e un mostro di categoria S. Ogni concorrente entra singolarmente nel tempio e sceglie il numero di mostri che intende affrontare, per ogni mostro sconfitto il concorrente guadagna un punto in caso di sconfitta il suo punteggio rimane a zero. Inoltre continua finché tutti i 100 mostri non sono stati sconfitti e il vincitore sarà colui che avrà sconfitto il maggior numero di mostri. Elsa è la prima a partecipare e sceglie di combattere contro tutti i 100 mostri. |                  |                  |
| 167 | Sola contro tutti 「100対1」 - 100 tai 1 | 2 febbraio 2013  | 30 novembre 2023 |
| 167 | Elsa entra nel tempio e comincia a combattere contro i mostri. Uno alla volta, Elsa affronta e sconfigge tutti i mostri di classe A, B, C e D in ogni angolo del tempio finché non le rimane da sconfiggere il mostro di classe S. Elsa affronta il mostro finale nell'arena del tempio e dopo un duro scontro riesce a sconfiggerlo vincendo la sfida. Elsa è riuscita in un'opera sbalorditiva, ha affrontato e sconfitto 100 mostri da sola facendo guadagnare dieci punti a Fairy Tail A. L'arena acclama Elsa e la gilda piange per la sua vittoria, compreso Doranbolt che si trova tra il pubblico. Il giudice decide di proporre un'altra sfida per gli altri, il MPF, ovvero, i restanti partecipanti devono colpire una Lachrima che valorizzerà la loro forza e colui che avrà ottenuto il numero più alto vincerà. Miriana fa 365; Novally fa 124; Hibiki fa 95; Obra fa 4 perché non deve mostrare la sua vera forza; Orga fa 3825; Jura fa 8544; Cana usando Fairy Glitter distrugge la Lachrima e fa 9999 vincendo la gara. |                  |                  |
| 168 | Luxus contro Alexei 「ラクサスvs.アレクセイ」 - Rakusasu vs. Arekusei | 9 febbraio 2013  | 30 novembre 2023 |
| 168 | Finito il gioco MPF, iniziano le battaglie, il primo scontro è tra Miriana di Mermaid Heel e Semas di Quattro Cerberos, la ragazza vince dopo pochi minuti. Il secondo incontra è tra Rufus di Sabertooth e Eve di Blue Pegasus. Eve dimostra di essere diventato ancora più forte rispetto a sette anni prima ma Rufus con la sua magia riesce a confonderlo e a vincere il duello. Mavis dice che la magia Memory Make di Rufus è una forma di magia antica. Il terzo incontro è tra Luxus di Fairy Tail B e Alexei di Raven Tail. L'incontro inizia e Alexei che mette in difficoltà Luxus sbalordendo tutti, ma in realtà si tratta di un'illusione che ha creato Alexei. Luxus non capisce quale sia il suo piano, successivamente gli altri membri di Raven Tail compaiono dietro ad Alexei e inoltre quest'ultimo rivela la sua identità, Ivan, il master della gilda e suo padre. Ivan dice a Luxus che loro possono decidere se far vincere la sua copia illusoria o no se egli gli rivela il segreto che custodisce la gilda Fairy Tail. Luxus non sa il segreto della gilda e inoltre dice che anche se lo sapesse non gli direbbe niente. Ivan e gli altri membri si preparano a combattere . |                  |                  |
| 169 | Wendy contro Sheria 「(ウェンディ vs. シェリア)」 - "Wendī vs. Sheria" | 16 febbraio 2013 | 30 novembre 2023 |
| 169 | Luxus si rifiuta di dare le informazioni a suo padre, al contrario rivela che Gajeel ha cambiato fazione e sanno tutto sui Raven (ma siccome non fecero nulla a Fairy Tail, Makarov decise di lasciarli stare). Il Dragon Slayer uno alla volta sconfigge tutti i membri di Raven, Ivan cerca di persuaderlo ma Luxus gli dice che la sua famiglia è Fairy Tail e scaglia con un pugno violento il padre contro il muro annullando l'illusione. Il pubblico è sconvolto perché capisce che quello che guardava era un'illusione e anche perché Luxus ha sconfitto da solo un'intera gilda. Raven Tail viene eliminata e arrestata dal Consiglio, dopo che il giudice ha scoperto che Ivan è Alexei. Luxus è il vincitore e prima di andarsene, Ivan gli dice che prima o poi scoprirà il vero aspetto di Fairy Tail. Il prossimo e ultimo incontro è tra Wendy di Fairy Tail A e Sherria Blendy di Lamia Scale. Le due ragazzine iniziano a combattere e si scopre che Sherria è la God Slayer del Cielo e si rivela estremamente potente. Wendy utilizza una delle magie che Grandine voleva insegnarle ma Sherria si dimostra molto resistente. In quel momento, Gerard, Ultear e Meredy avvertono la magia oscura che appare ogni anno ai giochi. Gerard si dirige all'arena e viene visto da Doranbolt. Gerard pensa che la forma di magia sia collegata con Sherria. |                  |                  |
| 170 | Pugni schiaccianti 「小さな拳」 - Chiisana kobushi | 23 febbraio 2013 | 30 novembre 2023 |
| 170 | Wendy e Sherria continuano a combattere senza che una delle due ceda finché il tempo finisce e l'incontro termina in parità. Alla fine dell'incontro, Sherria e Wendy diventano amiche concludendo la terza giornata dei giochi. Intanto, Gerard trova la persona incappucciata che emetta la magia oscura ogni anno, cerca di seguirla ma viene fermato da Doranbolt e in seguito da Lahar. Doranbolt toglie la maschera a Gerard rivelando il suo volto, in quel momento, Yajima giunge sul posto dicendo che in realtà egli è un'altra persona e che è la controparte di Gerard su Edolas. In quell'istante, Kagura e Miriana vedono Gerard e pensano che Fairy Tail lo nasconda. Doranbolt e Lahar lo lasciano andare ma sanno che in realtà egli è il vero Gerard. Verso sera, Luxus incontra di nascosto Makarov e gli chiede cosa sia Lumen Historie, ovvero, il segreto di Fairy Tail. Mavis compare e dice che in realtà Lumen Historie non rappresenta l'oscurità di Fairy Tail ma la luce. Makarov però non capisce come egli è venuto a saperlo e Mavis dice che non può essere stato Purehito. |                  |                  |
| 171 | Battaglia Subacquea 「海戦（ナバルバトル」 - Nabaru Batoru | 2 marzo 2013     | 30 novembre 2023 |
| 171 | Il quarto giorno, il nuovo gioco si chiama "Battaglia Navale", i partecipanti devono affrontarsi all'interno di una bolla d'acqua, il concorrente che rimarrà da solo nella bolla vincerà. I partecipanti sono: Juvia di Fairy Tail B; Lucy di Fairy Tail A; Sherria di Lamia Scale; Jenny di Blue Pegasus; Risley di Mermaid Heel; Minerva di Sabertooth e Rocker di Quattro Cerberos. Il gioco inizia e i concorrenti iniziano a combattere, Lucy evoca Aquarius, che se va subito per stare con Scorpio. Rocker viene eliminato da Jenny, Juvia con la sua magia sconfigge Sherria, Risley e Jenny ma accidentalmente si distrae e si autoelimina. Nella bolla rimangono Lucy e Minerva, quest'ultima con la sua magia ruba le chiavi a Lucy e comincia a torturarla finché l'incontro viene fermato da Arcadios , non potendo permettersi di perdere Lucy. Il gioco viene vinto da Sabertooth. |                  |                  |
| 172 | Il parfum dell'amicizia 「君に捧げる香り」 - Kimi ni sasageru parufamu | 9 marzo 2013     | 30 novembre 2023 |
| 172 | Lucy viene gettata da Minerva fuori dalla bolla d'acqua e viene curata da Wendy e Sherria prima di essere portata in infermeria. Il maltrattamento di Lucy fa arrabbiare Fairy Tail, Natsu, Gray e Elsa stanno per combattere contro il team Sabertooth ma per fortuna non succede niente. Finito il gioco, iniziano le battaglie e novità della giornata, si disputeranno a coppie. Natus e co sono in infermeria e in quel momento, Makarov giunge sul posto dicendo che i giudici hanno deciso che per non avere squadre dispari, le due squadre di Fairy Tail devono unirsi creando una sola. La nuova squadra è composta da Natsu, Gray, Elsa, Gajeel e Luxus. Il primo incontro è tra Bacchus e Rocker contro Ichiya e il membro sconosciuto di Blue Pegasus; Leon e Yuka contro Miriiana e Kagura; Natsu e Gajeel contro Sting e Rogue. Gli sfidanti del primo incontro si recano nell'arena e il membro sconosciuto di Blue Pegasus è in realtà Nichiya, controparte Exceed di Ichiya. Quest'ultimo spiega che un giorno mentre camminava nella foresta incontrò gli Exceed e Nichiya. Ichiya e Nichiya divennero grandi amici e l'Exceed divenne un membro della gilda. L'incontro inizia e Nichiya viene sconfitto con un solo colpo da Bacchus, Ichiya commosso dal fatto che Nichiya gli aveva mentito sul fatto che sapesse combattere, sfoga tutta la sua forza e sconfigge con un solo colpo Bacchus e Rocker vincendo l'incontro. |                  |                  |
| 173 | La battaglia dei Draghi 「バトル・オブ・ドラゴンスレイヤー」 - Batoru of Doragon Sureiyā | 16 marzo 2013    | 30 novembre 2023 |
| 173 | Il prossimo incontro è tra Leon e Yuka contro Kagura e Miriana. Kagura decide di restare in disparte permettendo a Miriana di cavarsela da sola. Miriana riesce a mettere in difficoltà Yuka e Leon ma quest'ultimo con uno stratagemma riesce ad ingannarla e a sconfiggerla. Kagura entra nella battaglia e senza sfoderare la spada, riesce a sconfiggere Yuka. Kagura dimostra di essere una combattente eccezionale mettendo in difficoltà lo stesso Leon che a fatica riesce a resistere alla sua potenza. L'incontro finisce in parità. L'ultimo incontro è il più atteso ed è tra Natsu e Gajeel contro Sting e Rogue. I quattro dragon slayer cominciano a combattere e Natsu e Gajeel riescono subito a mettere in difficoltà i due draghi gemelli ma questi ultimi non si arrendono e cominciano a darsi da fare anche loro. |                  |                  |
| 174 | Una lotta tosta e distruttiva 「四人の竜（ドラゴン）」 - Yonin no doragon | 23 marzo 2013    | 30 novembre 2023 |
| 174 | Sting e Rogue utilizzano una magia che aumenta la loro potenza e velocità mettendo in difficoltà Natsu e Gajeel. Sting e Rogue sembrano avere la meglio, ma Natsu e Gajeel dopo aver studiato i loro movimenti riescono a metterli in difficoltà nonostante l'aumento di potere. Sting e Rogue vedendo che sono in difficoltà decidono di attivare la modalità Dragon Force sbalordendo tutti. Sting decide di affrontarli da solo con la modalità Dragon Force ed egli si dimostra talmente potente che il suo ruggito riesce a distruggere il campo di battaglia facendo sprofondare Natsu e Gajeel nel sottosuolo dell'arena. Sting sembra avere vinto, ma Natsu e Gajeel si rialzano e sembra che non abbiano subito alcun danno. I due cominciano a litigare per futili motivi finché ad un certo punto, Natsu butta Gajeel in un carrello e lo spinge di sotto in una grotta, per lottare da solo. |                  |                  |
| 175 | Grande Vittoria per Fairy Tail 「ナツ ｖｓ．双竜」 - Natsu vs. Sōryū | 30 marzo 2013    | 30 novembre 2023 |
| 175 | Natsu continua lo scontro da solo e nonostante Sting e Rogue sono nella modalità Dragon Force, dimostra di essere più forte di loro. Sting e Rogue decidono di usare l'ultima carta, l'Unison Reid ma Natsu riesce a respingere l'attacco e a sconfiggerli vincendo la battaglia. Finita la battaglia, Fairy Tail si piazza al primo posto nella classifica e tutte le altre gilde nell'ultimo giorno hanno un unico obiettivo: sconfiggere Fairy Tail. Intanto, Gajeel si ritrova in un tunnel sotto l'arena e trova un cimitero di draghi. Gerard ritrova la persona sospetta e riesce a raggiungerla, esso capisce che si tratta di una donna e gli mostra il suo viso sbalordendo Gerard. In quello stesso momento, Fairy Tail era sicura della vittoria ma non potevano nemmeno sapere che il 7 Luglio, ovvero, l'ultimo giorno dei Grandi Giochi di Magia, sarebbe successo qualcosa di talmente terribile da sconvolgere il mondo. |                  |                  |

## Uscita

### Giappone
| Box Set       | Data             | Dischi | Episodi | Fonti  |
| ------------- | ---------------- | ------ | ------- | ------ |
| Fairy Tail 38 | 6 marzo 2013     | 2      | 149-152 | [ 4 ]  |
| Fairy Tail 39 | 3 aprile 2013    | 2      | 153-156 | [ 5 ]  |
| Fairy Tail 40 | 1º maggio 2013   | 2      | 157-160 | [ 6 ]  |
| Fairy Tail 41 | 5 giugno 2013    | 2      | 161-164 | [ 7 ]  |
| Fairy Tail 42 | 3 luglio 2013    | 2      | 165-168 | [ 8 ]  |
| Fairy Tail 43 | 7 agosto 2013    | 2      | 169-172 | [ 9 ]  |
| Fairy Tail 44 | 4 settembre 2013 | 1      | 173-175 | [ 10 ] |